# Drillactis
Drillactis is een geslacht van zeeanemonen uit de klasse van de Anthozoa (bloemdieren).

## Soorten
- Drillactis leucomelos (Parry, 1951)
- Drillactis pallida (Verrill, 1880)